# ATB
ATB, właśc. André Tanneberger (ur. 26 lutego 1973 we Freibergu) – niemiecki DJ, muzyk i producent muzyczny tworzący muzykę elektroniczną.

## Życiorys

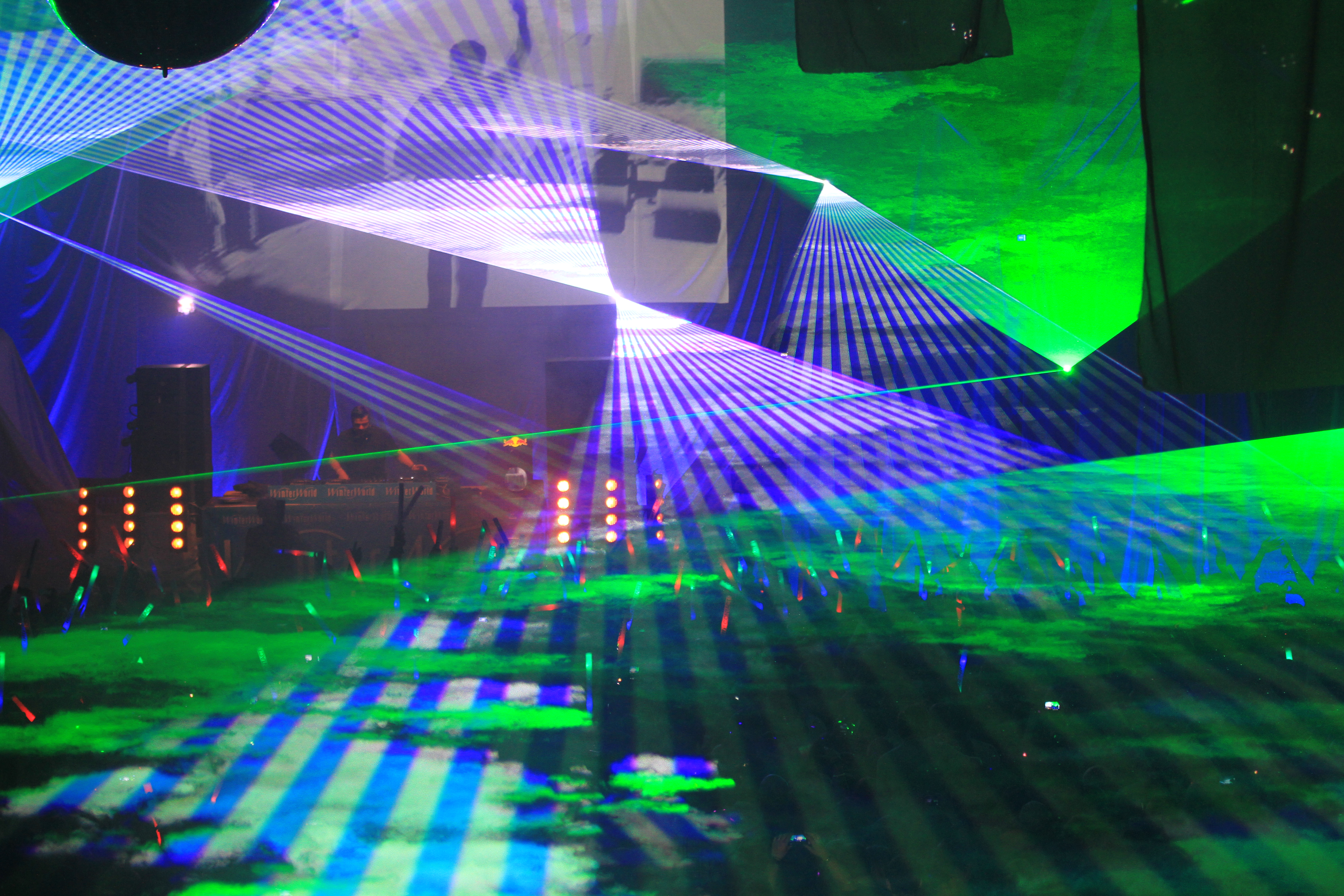
ATB podczas występu na Winterworld 2014

W 1984 roku jego rodzina wyemigrowała z ówczesnego NRD do Niemiec Zachodnich. Andrè produkował muzykę od wczesnych lat dziewięćdziesiątych. Był założycielem i producentem projektu Sequential One, w skład którego oprócz jego samego wchodzili również: holenderski DJ i producent Woody van Eyden, DJ Spacekid (Ulrich Poppelbaum) oraz belgijska modelka i wokalistka, Morpha. Przełom w jego karierze nastąpił wraz z nagraniem „9 PM (Till I Come)”, już pod pseudonimem ATB. Przy remiksach swoich utworów często używa pseudonimu artystycznego AT&B, A&T oraz A&TB.
Był także członkiem zespołu Trance Allstars, wspólnie z sześcioma innymi DJ-ami, takimi jak: Sunbeam, Talla 2XLC, DJ Taucher, Schiller i DJ Mellow-D.
Ma na swoim koncie wiele sukcesów. Można do nich przede wszystkim zaliczyć występy na całym świecie – zarówno w mniejszych klubach, jak i na różnych festiwalach. Jego produkcje grają wszystkie większe rozgłośnie radiowe w Europie. W 2005 roku zajął 9. miejsce na liście DJmag Top 100 DJs magazynu DJ Magazine, w roku 2006 miejsce trzynaste, a w 2007 26.
W 2000 roku wystąpił po raz pierwszy w Polsce w Central Parku w Toruniu ze swoim 5 godzinnym muzycznym show. W 2004 roku zaprezentował się w klubie Manhattan w Bełchatowie. W 2005 roku odwiedził halę Arena w Poznaniu oraz festiwal Dance Lake Event w Bytowie. W roku 2006 zagrał już w Silver Clubie w Bielsku-Białej, w Poznaniu oraz podczas festiwalu Soundtropolis w Podzamczu. André zaprezentował swoje umiejętności także na imprezie Sensation White we Wrocławiu, która odbyła się 28 października 2006, także 28 lipca na Beach Party w Gdyni 2007 roku. Pojawił się również 25 kwietnia 2008 roku w klubie Space w Warszawie, w klubie Discoplex A4 w Pietnej 6 czerwca 2008 roku oraz na festiwalu Global Gathering w Poznaniu dzień później. 24 lipca (piątek) 2009 gościł na Sunrise Festival w Kołobrzegu. Był także gościem juwenaliów 2010 roku w Legnicy. 14 sierpnia 2011 roku wystąpił na festiwalu Electrocity VI w klasztorze cystersów w Lubiążu. 9 maja 2014 roku wystąpił w poznańskim klubie Pacha Poznań oraz 10 maja tego samego roku w szczecińskim klubie Piąty Peron. 30 sierpnia 2024 roku wystąpił na festiwalu Park Beats Festival w Iłowej, 20 czerwca 2025 wystąpił na ING Silesia Beats.
W roku 2007 wraz z Heather Novą stworzył piosenkę „Renegade”. Znalazła się ona w albumie Trilogy, który wcześniej miał mieć nazwę „Justify” pochodzącą od nazwy pierwszego utworu na płycie. Jednym z hitów lata 2007 stał się drugi singel z tej płyty: Feel Alive. 1 maja 2009 roku ukazał się album Future Memories, który był promowany singlami What About Us/LA Nights oraz Behind nagrany wraz z włoską grupą muzyczną Flanders.
2 lipca 2010 roku swoją premierę miała najnowsza dwupłytowa składanka ATB – Sunset Beach DJ Session, która była promowana najnowszym singlem Could You Believe. 2 lata po premierze albumu Future Memories do sprzedaży trafił album ATB, zatytułowany Distant Earth.
24 stycznia 2014 został wydany 10 album studyjny ATB pt. Contact. Na albumie ATB zaprezentował 26 nowych kompozycji. Pierwszym singlem promującym Contact jest utwór Face To Face, w którym wokalnie udzielił się Stanfour.
21 kwietnia 2017 wydany został album studyjny zatytułowany „neXt”.

## Dyskografia

### Albumy studyjne
| Rok                            | Tytuł                                                        | Pozycja na liście | Pozycja na liście | Pozycja na liście | Pozycja na liście | Pozycja na liście | Pozycja na liście | Certyfikat      |
| Rok                            | Tytuł                                                        | POL               | GER               | FIN               | AUT               | NLD               | CHE               | Certyfikat      |
| ------------------------------ | ------------------------------------------------------------ | ----------------- | ----------------- | ----------------- | ----------------- | ----------------- | ----------------- | --------------- |
| 1999                           | Movin’ Melodies - Data: 1999 - Wydawca: Kontor               | –                 | –                 | 11                | –                 | –                 | —                 | - BPI: srebro   |
| 2000                           | Two Worlds - Data: 2000 - Wydawca: Kontor                    | –                 | –                 | —                 | –                 | –                 | —                 |                 |
| 2002                           | Dedicated - Data: 28 stycznia 2002 - Wydawca: Kontor         | –                 | –                 | 22                | 63                | –                 | —                 | - MAHASZ: złoto |
| 2003                           | Addicted to Music - Data: 28 kwietnia 2003 - Wydawca: Kontor | 25                | 8                 | –                 | –                 | –                 | —                 |                 |
| 2004                           | No Silence - Data: 24 maja 2004 - Wydawca: Kontor            | 9                 | 11                | –                 | –                 | –                 | —                 |                 |
| 2005                           | Seven Years - Data: 15 czerwca 2005 - Wydawca: Kontor        | 3                 | 15                | –                 | 72                | –                 | —                 |                 |
| 2007                           | Trilogy - Data: 27 kwietnia 2007 - Wydawca: Kontor           | 6                 | 18                | –                 | –                 | –                 | —                 | - ZPAV: platyna |
| 2009                           | Future Memories - Data: 1 maja 2009 - Wydawca: Kontor        | 6                 | 12                | –                 | –                 | –                 | —                 | - ZPAV: platyna |
| 2011                           | Distant Earth - Data: 29 kwietnia 2011 - Wydawca: Kontor     | 9                 | 7                 | –                 | 37                | 40                | 60                | - ZPAV: platyna |
| 2014                           | Contact - Data: 24 stycznia 2014 - Wydawca: Kontor           | 2                 | 5                 | –                 | 29                | 44                | 44                | - ZPAV: złoto   |
| 2017                           | neXt - Data: 21 kwietnia 2017 - Wydawca: Kontor              | 14                | 14                | –                 | 42                | –                 | 55                |                 |
| „—” pozycja nie była notowana. |                                                              |                   |                   |                   |                   |                   |                   |                 |

### The DJ™ – In The Mix
| 2003 | The DJ – In The Mix - Data: 10 listopada 2003 - Wydawca: Kontor  | –  | –  |               |
| 2004 | The DJ 2 – In The Mix - Data: 2004 - Wydawca: Kontor             | –  | –  |               |
| 2006 | The DJ 3 – In The Mix - Data: 17 lutego 2006 - Wydawca: Kontor   | 8  | –  |               |
| 2007 | The DJ 4 – In The Mix - Data: 28 grudnia 2007 - Wydawca: Kontor  | 19 | –  |               |
| 2010 | The DJ 5 – In The Mix - Data: 12 stycznia 2010 - Wydawca: Kontor | 17 | –  | - ZPAV: złoto |
| 2010 | The DJ 6 – In The Mix - Data: 31 grudnia 2010 - Wydawca: Kontor  | 21 | 66 | - ZPAV: złoto |
| 2010 | „—” pozycja nie była notowana.                                   |    |    |               |

### Sunset Beach DJ Session
| 2010                           | Sunset Beach DJ Session - Data: 2 lipca 2010 - Wydawca: Kontor     | 7  | – | - ZPAV: złoto |
| 2012                           | Sunset Beach DJ Session 2 - Data: 8 czerwca 2012 - Wydawca: Kontor | 13 | – | - ZPAV: złoto |
| „—” pozycja nie była notowana. |                                                                    |    |   |               |

### Single
- 9 PM (Till I Come) (1998)
- Don’t Stop! (1999)
- Killer (1999)
- The Summer (2000)
- The Fields Of Love (feat. York) (2000)
- Let U Go (2001)
- Hold You (2001)
- You’re Not Alone (2002)
- I Don’t Wanna Stop (2003)
- Long Way Home (2003)
- Sunset Girl/In Love With The DJ (2003)
- Marrakech (2004)
- Ecstasy (2004)
- Here with Me/IntenCity (2004)
- Believe In Me (2005)
- Humanity (2005)
- Let U Go (Reworked) (2005)
- Summer Rain (2006)
- Renegade (oraz Heather Nova) (2007)
- Feel Alive (2007)
- Justify (2007)
- Wrong Medication (2008)
- What About Us/LA Nights (2009)
- Behind (2009)
- 9 PM Reloaded (2010)
- Could You Believe (2010)
- Twisted Love (2010)
- Gold (feat. JanSoon) (2011)
- Apollo Road (2011)
- Move On (feat. JanSoon) (2011)
- Never Give Up (feat. Ramona Nerra) (2012)
- In And Out Of Love (feat. Ramona Nerra) (2012)
- Face To Face (feat. Stanfour) (2014)
- Raging Bull (with Boss & Swan) (2014)
- When It Ends It Starts Again (feat. Sean Ryan) (2014)

### Remiksy
| - 1993 - Damage Control – You've Got To Believe (Sequential One Remix) - General Base – Base Of Love (Sequential One Remix) - General Base – I See You (Sequential One Funny Bass Remix) - Damage Control – You've Got To Believe (ATB Remix) - General Base – Apache (A.T.Tekkk-Mix) - General Base – Poison (ATB Remix) - 1994 - Brain – I Don’t Care (Sequential One Remix) - Fun Factory – I Wanna B With U (Sequential One Remix) - Fun Factory – Pain (Sequential One Club Mix) - Zoo Ink. – Lay Down (Sequential One Radio Mix) - Zoo Ink. – Lay Down (Sequential One 12“ Mix) - Black Baron – What's Your Name (ATB Remix) - Chyp Notic feat. Greg Ellis – Don't Break The Heart (ATB Club Mix) - Com Eta – Far Away - Cymurai feat. Thea Austin – Magic Touch (ATB Remix) - Pia – Give A Little Love (ATB Remix) - 1995 - Azuka feat. D.J. Honfo – Africa is calling (Sequential One Club Mix) - DJ Bossi – Embassy Of Love (Sequential One Remix) - Haddaway – Fly Away (Sequential One Club House Remix) - Heintje – Mama ´95 (Sequential One Remix) - General Base – Thank U (For Your Love) (ATB Remix) - Interactive – Tell Me When (Sequential One Remix) - Shee – Do You Love Me (Sequential One Remix) - T.H.K – So Big (Sequential One Remix) - Two Little Butterflies – Monja/Gimme Just A Moment (ATB Version) - U96 – Movin' (Sequential One Remix) - 1996 - Cymurai feat. Thea Austin – Let Go (ATB Remix) - Fish & Chips – Rhythm Of Rain - Future Breeze – Why Don't You Dance With Me (Sequential One Airplay Mix) - Future Breeze – Why Don't You Dance With Me (Sequential One Extended Mix) - Hamilton Bohannon – The Stomp! (ATB´s Funky Radio Mix) - Hamilton Bohannon – The Stomp! (ATB´s Funky Train Remix) - Justine Earp – Ooo-la-la-la (ATB Remix) - Marcel Romanoff – Show Me The Way To Your Heart (ATB Remix Versio) - Megaherz – Liebeslied (ATB Radio Mix) - Red 5 – Da Beat Goes (Sequential One Remix) - Technotronic – Pump Up The Jam (Sequential One Radio Mix) - Technotronic – Pump Up The Jam (Sequential One Club Mix) - The Monitors – Tears of a clown - The Cool Notes – Spend The Night '96 (ATB Radio Mix) - The Cool Notes – Spend The Night '96 (ATB Club Remix) - The Outhere Brothers – Olé Olé (Radio Party Mix) - The Outhere Brothers – Olé Olé (Sequential One Party Mix) - Zhi-Vago – Celebrate (The Love) (Sequential One Atmo Remix) - 1997 - 666 – Alarma (Sequential One Remix) - Bass Bumpers – (Keep Me) Runnin' (ATB Radio Mix) - Bass Bumpers – (Keep Me) Runnin' (Sequential One Remix) - Bossi – Funky Technician (Sequential One Remix) - C-Mania – Cross My Mind (Sequential One Remix) - C-Mania – Dominating (Sequential One Remix) - General Base – On & On (Sequential One Remix) - M.R. (Maggie Reilly) – Listen To Your Heart (Sequential One Radio Remix) - M.R. (Maggie Reilly) – Listen To Your Heart (Sequential One Club Remix) - Sequential One – Dreams (ATB Mix) - Phantasma – Welcome To The Club (Sequential One Radio Mix) - Phantasma – Welcome To The Club (Sequential One Club Remix) - Real McCoy – One More Time (Sequential One Remix) - Thoka feat. ... – Te Quierro Ya (ATB Remix) - 1998 - Black & White Brothers – Put Your Hands Up (Woody van Eyden Radical Remix) - Inferno DJs – Tower inferno (Sequential One Remix) - Layella – Free (ATB Radio Mix) - Mazza & Go – Bitter Sweet Symphony (Sequential One Remix) - Sequential One – Angels (ATB Airplay Mix) - Sequential One – Angels (ATB Club Mix) - United DJ's For Central America – Too Much Rain (A.T.B. vs. Woody van Eyden – Mix) - United DJ's For Central America – Too Much Rain (A.T.B. vs. Woody van Eyden – Remix) | - 1999 - Ayla – Liebe (ATB Mix) - Blank & Jones – Cream (ATB Mix) - Bob Marley vs. Funkstar Deluxe – Sun Is Shining (ATB Airplay Mix) - Bob Marley vs. Funkstar Deluxe – Sun Is Shining (ATB Club Mix) - Candy Beat – Saxy '99 (ATB Remix) - Kosmonova – Acid Folk 2000 (ATB Remix) - Miss Jane – It's A Fine Day (ATB Club Mix) - Miss Jane – It's A Fine Day (ATB Radio Mix) - Miss Peppermint – Welcome To Tomorrow (Woody van Eyden meets ATB Remix) - Moby – Why Does My Heart Feel So Bad? (ATB Remix) - Sash! – Colour The World (ATB Remix) - Vernon's World – Wonderer (ATB Radio Edit) - Vernon's World – Wonderer (ATB Vocal Mix) - Vernon's World – Wonderer (ATB Dub Mix) - William Orbit – Barber's Adagio For Strings (ATB Airplay Mix) - William Orbit – Barber's Adagio For Strings (ATB Version) - 2000 - A-HA – Minor Earth Major Sky (ATB Club Remix) - Andru Donalds – Precious Little Diamond (ATB Airplay Remix) - Andru Donalds – Precious Little Diamond (ATB Club Remix) - Enigma – Push The Limits (ATB Remix) - Enigma – Push The Limits (ATB Radio Remix) - Enigma – Silence Must Be Heard - Inferno DJs – Why Don't You (ATB meets Woody van Eyden Mix) - Rank 1 – Airwave (ATB Mix) - Rank 1 – Airwave (ATB Mix Edi) - Spacekid – Tune (SQ-1 Airplay / Video Mix) - Spacekid – Tune (Sequential One 1 Clubb Mix) - Taucher – Science Fiction (ATB Remix) - Texas – I Don’t Want A Lover (ATB Remix) - York – Farewell To The Moon (ATB Remix) - 2001 - Gouryella – Tenshi (ATB Mix) - Nino Lopez Project – Experience (ATB Remix) - Ramirez – El Gallinero (SQ-1 Remix) - Sarah Brightman – A Whiter Shade Of Pale (ATB Remix Radio Edit) - Sarah Brightman – A Whiter Shade Of Pale (ATB Remix) - Signum – First Strike (ATB Remix) - Tukan – Light A Rainbow (ATB Remix) - York – Yesterday (Silence) (ATB Remix) - 2002 - Atlantic Ocean – Waterfall 2002 (ATB Radio Mix) - Atlantic Ocean – Waterfall 2002 (ATB Remix) - Kai Tracid – 4 Just 1 Day (ATB Remix) - 2003 - Chicane – Daylight (ATB Remix) - Schiller – Liebe (ATB Edit Remix) - Schiller – Liebe (ATB Club Remix) - 2005 - Narcotic Thrust – When The Dawn Breaks (ATB Remix) - Farolfi & Gambafreaks Vs. Moloko – A Style Suite (ATB Mix) - 2006 - Mr Sam feat. Kirsty Hawkshaw – Insight (ATB Remix) - Herbert Groenemeyer – Celebrate The Day [World Cup 2006 Anthem] (ATB Remix) - Above & Beyond – Can't Sleep (ATB Remix) - 2007 - Mark Norman – Ventura (ATB Remix) - Jean-Michel Jarre – Vintage (ATB Remix) - Jean-Michel Jarre – Vintage (ATB Lounge Remix) - 2008 - Nature One Inc. – Wake Up In Yellow (ATB & Josh Gallahan Short Mix) - Nature One Inc. – Wake Up In Yellow (ATB & Josh Gallahan Mix) - Nature One Inc. – Wake Up In Yellow (ATB & Josh Gallahan Progressive Mix) - 2010 - Ich + Ich – Einer von Zweien (ATB Club Interpretation Dub) - 2011 - Lady Gaga – Yoü and I (ATB Remix) - George Acosta feat. Emma Lock – Never Fear (ATB Remix) - 2015 - Ellie Goulding – Love Me Like You Do (ATB Remix) - 2016 - Dimitri Vegas & Like Mike – Stay A While (ATB Remix) |

## ATB in Concert
ATB in Concert to impreza, odbywająca się w Polsce, na której ATB prezentuje swoje umiejętności w zakresie miksowania muzyki.
Kolejne edycje tego wydarzenia:
- Pierwszy raz koncert odbył się 16 kwietnia 2005 roku w Hali Arena w Poznaniu. Zagrali na nim m.in. najbliżsi przyjaciele ATB, czyli Alex M.O.R.P.H.(inne języki) oraz Woody van Eyden(inne języki).
- ATB in Concert 2 odbył się w tym samym miejscu 10 czerwca 2006 roku. U boku artysty zagrali wtedy gościnnie m.in. Mark Norman(inne języki) i Ronski Speed(inne języki).
- Trzecia edycja imprezy miała odbyć się 9 czerwca 2007 roku, ale ze względu na plany promocyjne artysty związane z wydaniem nowej płyty agencja MSM Events musiała przenieść jej termin na 24 listopada 2007. Obok André wystąpili: Neevald, Sebastian Sand oraz Super8 & Tab.
- ATB in Concert 4 odbył się 28 listopada 2009 w poznańskiej Hali Arena[28].
- ATB in Concert 5 odbył się 2 maja 2011 w poznańskiej Hali Arena[29].